# Narodowa Służba Wywiadu (Korea Południowa)
Narodowa Służba Wywiadowcza (kor. 국가정보원, Gukga Jeongbowon; ang. National Intelligence Service) – główna służba specjalna (wywiadu strategicznego i bezpieczeństwa) Republiki Korei. Od 1995 roku kwatera główna służby mieści się w południowej części Seulu – Naegok-dong.
Powstała 22 stycznia 1999 roku po reorganizacji istniejącej wcześniej Agencji Planowania Bezpieczeństwa Narodowego (kor. 국가안전기획부; ang. Agency for National Security Planning), choć jej początków trzeba szukać w poprzedniczce Agencji Planowania Bezpieczeństwa Narodowego, czyli Koreańskiej Centralnej Agencji Wywiadowczej (kor. 중앙정보부; ang. Korean Central Intelligence Agency), istniejącej w latach 1961–1981. Koreańska Centralna Agencja Wywiadowcza została utworzona po przewrocie wojskowym z 6 maja 1961, po którym doszedł do władzy generał Park Chung-hee, w celu walki z północnokoreańską dywersją. Z czasem agencja stała się głównym narzędziem do walki z opozycją. Po zabójstwie Park Chung-hee KCAW przemianowano na podlegającą bezpośrednio przed prezydentem, Agencję Planowania Bezpieczeństwa Narodowego. W 1999 ostatecznie przemianowano ją na istniejącą obecnie Gukga Jeongbowon.

## Struktura
W strukturze organizacyjnej Gukga Jeongbowon znajdują się cztery główne piony:
- spraw międzynarodowych (wywiad)
- spraw wewnętrznych (bezpieczeństwo państwa)
- spraw północnokoreańskich
- administracyjny

## Kierownictwo
| Imię i nazwisko    | Od                | Do                |
| ------------------ | ----------------- | ----------------- |
| Lee Jong-chan      | 4 marca 1998      | 25 maja 1999      |
| gen. Chun Jong-tek | 26 maja 1999      | 23 grudnia 1999   |
| Lim Dong-won       | 24 grudnia 1999   | 26 marca 2001     |
| Shin Kun           | 27 marca 2001     | 24 kwietnia 2003  |
| Ko Young-koo       | 25 kwietnia 2003  | 11 lipca 2005     |
| Kim Seung-kew      | 11 lipca 2005     | 23 listopada 2006 |
| Kim Man-bok        | 23 listopada 2006 | 11 lutego 2008    |
| Kim Sung-ho        | 26 marca 2008     | nieaktualne       |
|                    |                   |                   |